# خوسيه ماريا لاكارا
جوزيه ماريا لاكارّا إي دي ميغيل (وُلد في إيستيّا بتاريخ 24 مايو 1907 وتوفي في ساراغوسا بتاريخ 6 أغسطس 1987) كان مؤرخًا، فيلولوجيًا، متخصصًا في العصور الوسطى وخبيرًا في علم النسب الإسباني. كانت اختصاصاته الرئيسية دراسة تاريخ أراغون ونابارا. شغل منصب أستاذ تاريخ العصور الوسطى في جامعة ساراغوسا لأكثر من أربعين عامًا حتى تقاعده عام 1977. يُعدّ من المجددين العميقين لكتابة التاريخ في أراغون، كما يُعتبر "أعظم ممثل وأستاذ في التأريخ الحديث لنابارا".
وُلد جوزيه ماريا لاكارّا في بلدة إيستيّا في 24 مايو 1907، وكان الابن الرابع للباحث في القانون الإقليمي الناباري فيكتوريانو لاكارّا منديلوسيه، وهو ما ساهم في إثارة اهتمامه بالماضي التاريخي والقانوني لنابارا.
الدراسات
بدأ جوزيه ماريا لاكارّا دراسته الأولى في مدارس الإسكولابيوس في إيستيّا، ثم في معهد فيتوريا.
في عام 1923 سافر إلى مدريد، حيث درس بشكل متزامن القانون كطالب حر، والفلسفة والآداب (التاريخ) في الجامعة المركزية. كان تلميذًا لعدد من الأساتذة البارزين مثل مانويل غوميز مورينو، وأغسطين ميياريس كارلو، وكلوديو سانشيز ألبورنيث. حصل على شهادة الليسانس في التاريخ مع جائزة استثنائية في 29 سبتمبر 1928. في عام 1933 نال درجة الدكتوراه في التاريخ عن أطروحته التي حملت عنوان "مساهمة في دراسة قوانين البلديات النابارية وعائلاتها" (تم تقييمها بتقدير ممتاز وحصلت على جائزة استثنائية في 30 يناير 1934). أما شهادة الليسانس في القانون فحصل عليها في 16 يناير 1941.
خلال هذه السنوات، كان من زملائه الباحث في العصور الوسطى لويس غارسيا دي فالديأفيانو، الذي شارك معه في ندوة مركز الدراسات التاريخية الذي أعاد إحياؤه سانشيز ألبورنيث، حيث كان يجتمع أسبوعيًا مع مجموعة صغيرة من علماء العصور الوسطى. وقال غارسيا دي فالديأفيانو في عام 1972، بمناسبة انضمام لاكارّا إلى الأكاديمية الملكية للتاريخ: «هناك تشكل لاكارّا كمؤرخ للعصور الوسطى».
أمين الأرشيف للدولة ودراسته في باريس
في عام 1930، انضم جوزيه ماريا لاكارّا إلى الهيئة المتخصصة لأمناء الأرشيف وأمناء المكتبات وعلماء الآثار، وعُيّن في قسم الأوامر العسكرية في الأرشيف التاريخي الوطني.
في عام 1932، أصبح عضوًا في القسم الثاني، المخصص لدراسة القوانين (الفويروس)، في معهد الدراسات الوسيطة، تحت إشراف جالو سانشيز سانشيز.
حصل على منحة دراسية من مجلس توسيع الدراسات للدراسة في باريس خلال الفترة 1933-1934.
وفي تقرير أرسله إلى المجلس عن نشاطه في باريس، أشار، بين العديد من الاكتشافات والبحوث، إلى ما يلي:
"استفدت من إقامتي في باريس للتعرف على المكتبة الواسعة المنشورة في هذا البلد حول تاريخ مملكة نافارا: مقالات منفردة في المجلات، دراسات منفصلة وسجلات ليست متوفرة في مكتباتنا..."
— جوزيه ماريا لاكارّا، باريس، يونيو 1934.
الحرب الأهلية وفترة ما بعد الحرب
أثناء الحرب الأهلية الإسبانية، بقي لاكارّا في مدريد، حيث قام بعمل مثمر في حفظ الكنوز الببليوغرافية الإسبانية كأمين أرشيف في خدمة حماية التراث الفني.
بعد انتهاء الحرب، وبعد إعادة تأهيله عقب التطهير السياسي، حصل في عام 1940 على كرسي أستاذ تاريخ إسبانيا القديمة والوسطى في جامعة سرقسطة، الذي ظل يشغله حتى تقاعده. وفي نفس العام، عُيّن أول أمين عام لمؤسسة الأمير دي فيانا التي تأسست حديثًا، وبقي في هذا المنصب لمدة ثلاث سنوات. وكانت هذه المؤسسة تصدر أول عدد من المجلة التي تعاون معها بانتظام.
في عام 1941 أسس مركز الدراسات الوسيطة في أراغون. وبناءً على طلب من مجلس نافارا الإقليمي، نظم حفريات أثرية وأعمال ترميم، التي وثقها في مجلة الأمير دي فيانا.
بحلول عام 1945، أسس مجلة بعنوان "دراسات العصور الوسطى لتاج أراغون". بين عامي 1949 و1967، تولى إدارة كلية الفلسفة والآداب في جامعة سرقسطة، حيث أعاد تنظيم النظام الأكاديمي من خلال إنشاء أقسام جديدة. كما ترأس مؤسسات أخرى مثل مدرسة الدراسات الوسيطة، وجامعة الصيف في جاكا، وأرشيف البروتوكولات في سرقسطة.
أوجه أخرى
تميز أيضًا بعمله كمحاضر ليس فقط في إسبانيا، بل في عدة دول أخرى. قدم دراساته حول العصور الوسطى الإسبانية في روما، وستوكهولم، وتكساس. تمت دعوته كأستاذ زائر في عدة جامعات، من بينها جامعة بيركلي. نال لقب دكتور فخري من جامعة ديستو عام 1982، ومن جامعة سرقسطة عام 1985؛ وكرمته جامعة نافارا، مسقط رأسه، بهذا اللقب بعد وفاته عام 1989. وفي عام 1971، كان عضوًا في هيئة تدريس "الندوة الدراسية للأبحاث الأراغونية"، وهي جزء من "الجمعية الاقتصادية الأراغونية لأصدقاء الوطن" في قسم الشباب.
العائلة
كان لدى جوزيه ماريا لاكارّا ابنتان: ماريّا ديل كارمن لاكارّا دوكاي، المؤرخة والمتخصصة وأستاذة تاريخ الفن القديم والوسيط في جامعة سرقسطة، وماريّا خيسوس لاكارّا دوكاي، الفيلولوجية.
كتب لاكارّا تركز بشكل رئيسي على دراسة أراغون ونافارا في العصور الوسطى، بدءًا من فتح سرقسطة على يد ألفونسو الأول المُقاتل وحتى الأوسمة والإقطاعيات في أراغون خلال القرن الحادي عشر. أولى أهمية خاصة لتطور العمران في مراكز السكان الأراغونية، لا سيما في جاكا. وبصفته كاتب سير ذاتية، حلل لاكارّا حياة ونفسية المُقاتل، وهو شخصية كانت دائمًا تأسره.
الأعمال الرئيسية للاكارّا:
التاريخ السياسي لمملكة نافارا (صندوق توفير نافارا، بامبلونا، 1972). يتألف من ثلاثة مجلدات، حيث أكدت المؤرخة إلويسا راميريز فاكيرو في عام 2007 على استمرار صلاحية المجلد الثالث، مشيرة إلى أن المؤلف وضع فيه "خلاصة تفسيرية واسعة لا نزال نعيش تحت تأثيرها".
أراغون في الماضي (مجموعة أوسترال، إسباسا-كالبي، مدريد، 1972).
تاريخ مملكة نافارا في العصور الوسطى (صندوق توفير نافارا، بامبلونا، 1975).
سرقسطة في العصور الوسطى العليا (تاريخ سرقسطة، المجلد الأول، سرقسطة، 1976).
ألفونسو الأول المُقاتل (دار غوارا للنشر، سرقسطة، 1978).
الاستعمار، الجزية، إعادة الاستيطان ودراسات أخرى، 1981.
وثائق لدراسة استرداد الأراضي وإعادة الاستيطان في وادي إيبرو، 1981-1985.
بحوث في تاريخ نافارا، 1983.
دراسات مكرسة لأراغون. مجموعة من أعماله تكريمًا وذكرى له، 1987.
من بين الجوائز والتكريمات التي نالها يبرز ما يلي:
حصل على لقب دكتور فخري (honoris causa) من جامعات تولوز (1969)، ديستو (1982)، سرقسطة (1985)، ولاحقًا بعد وفاته من نافارا (1989).
مُنح ميدالية الذهب ولقب "ابن متبنّى" من مدينة سرقسطة عام 1976.
حصل على ميدالية الذهب من نافارا عام 1984، وقدّمها له حكومة نافارا.
نال ميدالية الذهب ولقب "ابن مفضل" من مدينة إيستيلا عام 1987.
فاز بجائزة الأدب والعلوم الإنسانية عام 1987، والتي منحتها له هيئة حكومة أراغون العامة.
أصبح عضوًا فخريًا في مؤسسة الدراسات كومبلوتنسيس عام 1987.